# Иванов, Дмитрий Александрович (легкоатлет)
Дми́трий Алекса́ндрович Ивано́в (род. 23 марта 1977) — российский легкоатлет, специалист по многоборьям. Выступал за сборную России по лёгкой атлетике в 1996—2005 годах, обладатель бронзовой медали молодёжного чемпионата Европы, серебряный и бронзовый призёр Кубка Европы в командном зачёте, чемпион России в семиборье, победитель и призёр первенств всероссийского значения, участник ряда крупных международных турниров. Представлял Санкт-Петербург и Москву. Мастер спорта России международного класса. Тренер по лёгкой атлетике.

## Биография
Дмитрий Иванов родился 23 марта 1977 года. Занимался лёгкой атлетикой с 1988 года в Санкт-Петербурге, окончил санкт-петербургский Колледж олимпийского резерва № 1.
Впервые заявил о себе на международном уровне в сезоне 1996 года, когда вошёл в состав российской сборной и выступил на юниорском мировом первенстве в Сиднее, где в зачёте десятиборья занял 11-е место.
В 1998 году выиграл бронзовую медаль в семиборье на зимнем чемпионате России в Липецке.
В 1999 году завоевал бронзовые награды в семиборье на зимнем чемпионате России в Челябинске и в десятиборье на молодёжном европейском первенстве в Гётеборге.
В 2000 году одержал победу на зимнем чемпионате России в Челябинске, установив свой личный рекорд в семиборье в помещении — 5917 очков. Принимал участие в Кубке Европы по легкоатлетическим многоборьям в Оулу — стал четвёртым в личном зачёте десятиборья и тем самым помог соотечественникам выиграть бронзовые медали мужского командного зачёта. На летнем чемпионате России в Туле получил серебро в десятиборье.
В 2001 году стал серебряным призёром в семиборье на зимнем чемпионате России в Челябинске, тогда как на домашних соревнованиях в Санкт-Петербурге превзошёл всех соперников и установил личный рекорд в десятиборье — 8065	очков. Участвовал в Кубке Европы в Арле.
В 2002 году среди прочего занял 13-е место на международном турнире Hypo-Meeting в Гётцисе, выиграл серебряную медаль на чемпионате России в Чебоксарах.
В 2003 году на Кубке Европы в Брессаноне показал 12-й результат в личном зачёте, став серебряным призёром командного зачёта. На чемпионате России в Туле был четвёртым.
В 2004 году стал шестым на зимнем чемпионате России в Москве, занял 19-е место на Кубке Европы в Таллине, победил на Кубке России в Краснодаре.
Завершил спортивную карьеру по окончании сезона 2005 года.
За выдающиеся спортивные достижения удостоен почётного звания «Мастер спорта России международного класса» (2000).
Окончил тренерский факультет Кубанского государственного университета физической культуры, спорта и туризма (2005), где обучался на кафедре теории и методики лёгкой атлетики.
С 2006 года занимался тренерской деятельностью, работал в Санкт-Петербургском Училище олимпийского резерва № 1 и в Академии лёгкой атлетики Санкт-Петербурга, тренер-преподаватель высшей категории.